# Patrick Reumaux
Œuvres principales
Jeanne aux chiens
Patrick Reumaux, né le 13 janvier 1942 à El Biar (alors partie d'Alger) en Algérie française et mort le 17 janvier 2024 dans le 15e arrondissement de Paris,,, est un écrivain, un poète, un traducteur et un mycologue français.

## Biographie
Patrick Reumaux naît et grandit sur les hauteurs d'Alger, dans le quartier d'El Biar, durant la période de l'Algérie française.
En tant que traducteur, Patrick Reumaux s'est attaché à l'œuvre des écrivains irlandais Flann O'Brien et Sheridan Le Fanu, aux écrivains John Updike, Llewelyn Powys, Theodore Francis Powys et John Cowper Powys, ainsi qu'aux poètes américains Edgar Lee Masters et Emily Dickinson au poète sicilien Salvatore Quasimodo et au poète gallois Dylan Thomas.
L’Académie française lui décerne le prix Jeanne-Scialtel en 1984 pour ses Traductions de Dylan Thomas, Steinbeck et Flann O'Brien. En 2022 elle lui octroie le prix d'Académie pour l'ensemble de son œuvre et son travail de traducteur.

## Œuvre

### Romans
- La Jeune Fille qui ressemblait à un cygne, Gallimard, 1964 (ISBN 2070254054).
- Les fleurs se taisent, Gallimard, 1968 (ISBN 2070273253).
- L'Ombre du loup, Gallimard, 1971 (ISBN 2070279332).
- L'Homme à la main posée, Gallimard, 1971 (ISBN 2070286185).
- Jeanne aux chiens, Gallimard, 1982 (ISBN 2070200280)Prix France Culture
Bourse de la Fondation Cino Del Duca
- Le Gouverneur sans âme, Phébus, 1996, 2e éd. (1re éd. 1983 : éditions Hachette) (ISBN 978-2-85940-413-0).
- La Gifleuse, Balland, 1983.
- Le Comte Furfur, Balland, 1984.
- La Tignasse du roux, Balland, 1985.
- Le Visiteur de Gondal, Balland, 1986.
- La Belle au doigt, Balland, 1986.
- L'Île du pauvre homme, Balland, 1988.
- Inamorata, Phébus, 1995 (ISBN 978-2-85940-383-6).
- Le Venin des Borgia – Chronique d'un siècle assassin, Phébus, 1997 (ISBN 978-2-85940-468-0).
- Chasses fragiles, Phébus, 1997 (ISBN 978-2-85940-467-3).
- Journal invisible, éditions Librairie Élisabeth Brunet, 2002.
- Les dieux habitent toujours à l'adresse indiquée, éditions Vagabonde, 2010
- L'Artiste en petites choses (ill. Noël Tuot), éditions Klincksieck, coll. « De natura rerum », 2020 (ISBN 978-2252044766).
- Les derniers guépards, Gallimard, 2021 (ISBN 9782072916762).
- La table ronde des Powys, éditions Le Bruit du temps, 2022 (ISBN 2358731730).
- Maison noire (ill. Walter Pocket), éditions Klincksieck, coll. « De natura rerum », 2023 (EAN 9782252047033).

### Poésie
- Ailleurs au monde, Gallimard, 1968 (ISBN 2070273245).
- Repérages du vif, Gallimard, 1979 (ISBN 2070286290)Prix Max-Jacob 1980
- Largeur des tempes, Gallimard, 1982 (ISBN 207020183X).
- Et demain, et demain, et demain, éditions Anabet, 2007.
- Mare Nostrum, éditions Isolato, 2011 (ISBN 2354480237).

### Essai
- L'Honorable Monsieur Dhôtel (essai sur André Dhôtel), La Manufacture, 1984.

### Traductions de l'anglais
(octobre 2024).
- 1971 : Les Quatre Faces d'une histoire de John Updike, éditions du Seuil.
- 1974 : La Maison des damnés de Richard Matheson, éditions Albin Michel.
- 1990 : La belle dame & autres contes mortifères, de D. H. Lawrence, traduction de l'anglais (Royaume-Uni), éditions Hatier, réédition 2009 Phébus Libretto.
- 1992 : Rodmoor de John Cooper Powys, traduction de l'anglais (Royaume-Uni), éditions du Seuil, réédition Le Bruit du temps, 2021.
- 2003 : Le Troisième Policier de Flann O'Brien,traduction de l'anglais (Irlande) et préface, Librairie générale française  (ISBN 2859408843).
- 2003 : Scènes de chasse en famille de John Cowper Powys, Llewelyn Powys, Philippa Powys, Theodore Francis Powys, traduction de l'anglais (Royaume-Uni) et présentation, éditions Brunet  (ISBN 2-910776-11-5).
- 2004 : L'Archiviste de Dublin de Flann O'Brien, traduction de l'anglais (Irlande) et préface  (ISBN 2859409912).
- 2007 : Lieu-dit ! Éternité de Emily Dickinson, présentation et traduction de l'anglais (États-Unis), éditions Points  (ISBN 9782757805664), réimpression 2022  (ISBN 9782757886335).
- 2008 : Ce monde est mon partage et celui du démon de Dylan Thomas, traduction de l'anglais (Royaume-Uni) & préface (Ecce princeps tenebrarum), éditions Point Seuil - 2024, éditions Points Poésie poche  (ISBN 9782757808481).
- 2008 : En douce dans un coin de Theodor Francis Powys, traduction de l'anglais & préface, éditions Anabet  (ISBN 9782352660729).
- 2008 : Gloire de la vie de Llewelyn Powys, suivi de En quête de Demeter : poème de Gamel Woolsey, traduction de l'anglais (Royaume-Uni), éditions Isolato  (ISBN 9782354480110).
- 2008 : Des rats dans la sacristie de Llewelyn Powys, traduction de l'anglais (Royaume-Uni), éditions Isolato  (ISBN 9782354480103).
- 2008 : Contes méphitiques de James Hogg, Joseph Sheridan Le Fanu, Charlotte Ridell,...[et al.], traduits de l'anglais par Patrick Reumaux, éditions Anabet  (ISBN 9782352660385).
- 2009 : La trilogie de Gormenghast de Mervyn Peak, traduction de l'anglais (Royaume-Uni), éditions Points  (ISBN 2757804650).
- 2010 : Les Mystères de Morley Court : une chronique de la vieille cité de Dublin : roman de Sheridan Le Fanu, traduction de l'anglais (Irlande), éditions Phébus  (ISBN 9782752904836).
- 2010 : Désir de mort de Sheridan Le Fanu, traduction de l'anglais (Irlande), éditions Phébus  (ISBN 9782752904577).
- 2011 : Faustus Kelly de Flann O'Brien, traduction de l'anglais (Irlande) et préface, éditions Vagabonde  (ISBN 9782919067022).
- 2012 : La main de Wylder de Sheridan Le Fanu, traduction de l'anglais (Irlande), éditions Phébus  (ISBN 9782752903921).
- 2012 : Souvenirs terrestres de Llewelyn Powys, traduction de l'anglais (Royaume-Uni) et préface, éditions Isolato  (ISBN 9782354480257).
- 2014 : Créatures de l'ombre de Sheridan Le Fanu, avant-propos et traduction de l'anglais (Irlande), éditions Omnibus  (ISBN 9782258108332).
- 2014 : Carmilla de Sheridan Le Fanu, traduction de l'anglais (Irlande), éditions Omnibus  (ISBN 9782258108332).
- 2015 : Romans & chroniques dublinoises : La chienlit, Le troisième policier, L'archiviste de Dublin, Le grand magic circus de Flann O'Brien, de Flann O'Brien, traduction de l'anglais (Irlande) & préface, éditions Les Belles Lettres  (ISBN 9782251445441)
- 2015 : Chants d'oiseaux de W. H. Hudson, traduction de l'anglais (Royaume-Uni), éditions Klincksieck, coll. De natura rerum,  (ISBN 9782252039632).
- 2015 : Conseils aux chasseurs de vipères de W. H. Hudson, traduction de l'anglais (Royaume-Uni), éditions Klincksieck, coll. De natura rerum  (ISBN 9782252039656).
- 2017 : Les tours de Mathrafal de John Cowper Powys, éditions Libretto, traduction de l'anglais (Royaume-Uni) et présentation  (ISBN 9782369143642).
- 2021 : Le Monde du dessous, Poèmes et proses de Gondal et d'Angria de Charlotte Brontë, Emily Brontë, Anne Brontë et Brandwell Brontë, édition, préface, traduction de l'anglais (Royaume-Uni) et choix des illustrations par Patrick Reumaux, éditions Les Belles Lettres  (ISBN 9782251451992).
- 2022 : Les Parias de Llewelyn Powys, Theodore Powys et John Cowper Powys. Essais choisis traduits de l'anglais (Royaume-Unis), éditions Le Bruit du temps  (ISBN 9782358731720).
- 2022 : Un livre de nonsense de Edward Lear, éditions Le Bruit du temps.
- 2024 : Les Hauts de Hurtebise de Emily Brontë, éditions Les Belles Lettres  (ISBN 9782251455358).